# 47293 Masamitsu
47293 Masamitsu este un asteroid din centura principală de asteroizi.

## Descriere
47293 Masamitsu este un asteroid din centura principală de asteroizi. A fost descoperit pe 16 noiembrie 1999 la Kuma Kogen de Akimasa Nakamura. Asteroidul prezintă o orbită caracterizată de o semiaxă mare de 2,38 ua, o excentricitate de 0,23 și o înclinație de 3,3° în raport cu ecliptica.